# Dan Gurney
Daniel Sexton Gurney (n. 13 aprilie 1931, Port Jefferson⁠(d), Suffolk, New York, SUA – d. 14 ianuarie 2018, Newport Beach, California, SUA) a fost un pilot de curse american, constructor de mașini de curse și proprietar de echipă. Gurney a câștigat curse în Formula 1, Indy Car, NASCAR, Can-Am și Trans-Am Series. Gurney este primul dintre cei trei piloți care au câștigat curse la mașini sport (1958), Formula 1 (1962), NASCAR (1963) și mașini Indy (1967), ceilalți doi fiind Mario Andretti și Juan Pablo Montoya.